# Ismail Samani

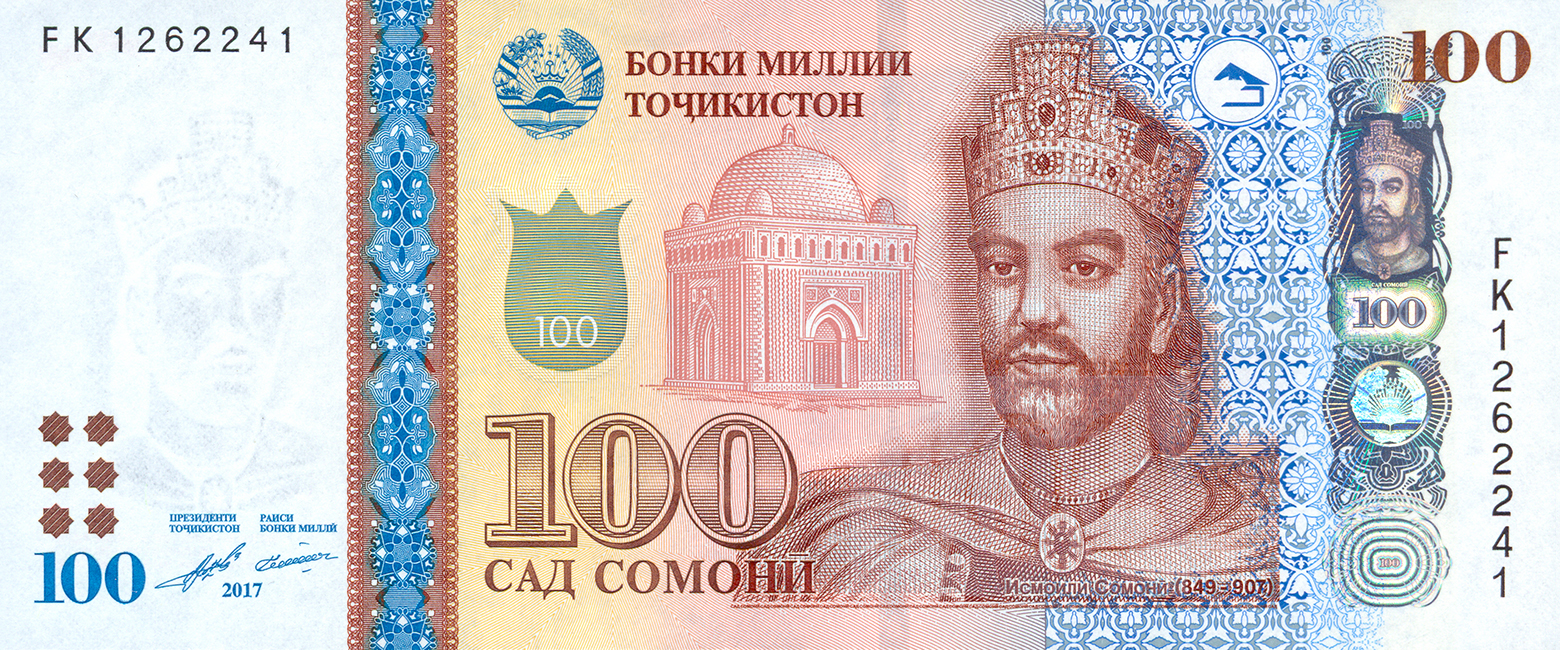
Darstellung auf einer Banknote von Tadschikistan

Abū Ibrāhīm Ismā'īl ibn-i Aḥmad-i Sāmāni (persisch ابو ابراهیم اسماعیل بن احمد سامانی; * Mai 849; † 24. November 907), kurz Ismail Samani (persisch اسماعیل سامانی), war der Samaniden-Emir von Transoxanien (892–907) und Chorasan (900–907). Unter seiner Herrschaft stieg das Samaniden-Emirat in Zentralasien zur Großmacht auf. Er war ein Nachfahre von Saman Chuda, dem Gründer der Samaniden-Dynastie, der vom Zoroastrismus zum Islam übertrat. Ismail Samani wurde im Samaniden-Mausoleum in Buchara beigesetzt. Er wird in Tadschikistan als „Vater des Vaterlandes“ verehrt; nach ihm sind zahlreiche Orte und Einrichtungen benannt.